# Unfinished
Unfinished – drugi album studyjny polskiej grupy wokalnej AudioFeels. Podwójne wydawnictwo zawiera interpretacje oraz po raz pierwszy autorskie utwory zespołu. Nagrania ukazały się 7 listopada 2011 roku nakładem wytwórni muzycznej Mystic Production.
Wydawnictwo dotarło do 28. miejsca listy OLiS.

## Lista utworów
Opracowano na podstawie materiału źródłowego.
CD 1
1. "What Does It Mean?" (muz. i sł. Jarosław Weidner)
2. "On The Edge (Of The Unknown)" (sł. Barbara Klepacka, muz. Marek Lewandowski)
3. "Ten Dzień" (muz. i sł. Daniel Moszczyński)
4. "You Came Close" (sł. Barbara Klepacka, muz. Bartek Michalak, Marek Lewandowski)
5. "Still" (muz. i sł. Jarosław Weidner)
6. "Banał" (sł. Marcin Illukiewicz, Marek Lewandowski, muz. Jarosław Weidner, Marek Lewandowski)
7. "I Found A Place" (sł. Jarosław Weidner, Marek Lewandowski, muz. Marek Lewandowski)
8. "You Came Close" (Radio Edit) (sł. Barbara Klepacka, muz. Bartek Michalak, Marek Lewandowski)

CD 2
1. "Unfinished Sympathy" (aranżacja: Marek Lewandowski, muz. i sł. Massive Attack)
2. "Kiss From A Rose" (aranżacja: Marek Lewandowski, muz. i sł. Seal)
3. "What Goes Around Comes Around" (aranżacja: Jarosław Weidner, muz. i sł. Justin Timberlake, Nate Hills, Timbaland)
4. "Bittersweet Symphony" (aranżacja: Jarosław Weidner, muz. Mick Jagger, Keith Richards, Richard Ashcroft, sł. Richard Ashcroft)
5. "Seven Nation Army" (aranżacja: Jarosław Weidner, Marek Lewandowski, muz. i sł. Jack White)
6. "Bittersweet" (aranżacja: Jarosław Weidner, muz. Apocalyptica, sł. Ville Valo)
7. "Something In The Way" (aranżacja: Jarosław Weidner, muz. i sł. Kurt Cobain)